# 桑馬爾 (馬里蘭州)
桑馬爾（英語：San Mar）是位於美國馬里蘭州華盛頓縣的一個普查規定居民點。

## 人口
根據2020年美國人口普查的數據，桑馬爾的面積為1.21平方千米，當中陸地面積為1.21平方千米，而水域面積為0.00平方千米。當地共有人口366人，而人口密度為每平方千米302.48人。